# 鲁提菲
鲁提菲（Lutfiy，1366年—1465年），察合台汗国时期维吾尔诗人，原名艾拜都拉，鲁提菲为其笔名，意为“得到真主恩惠的人”。他与阿塔依、赛卡克并称为“中亚文坛前三子”，维吾尔大诗人納沃伊称誉其为“语言的皇帝”。
据考证，他很可能出生于喀什噶尔，早年求学于萨马尔罕，学成后移居呼罗珊首府亦鲁（今阿富汗赫拉特）。代表作为长诗《古丽和诺鲁兹》。有《魯提菲集》传世。
鲁提菲以波斯语和维吾尔语进行创作，尤其是其维吾尔语创作，对中亚突厥语族各民族的文学均有较大影响。他的抒情诗大都以格则勒体创作，使该体成为维吾尔抒情诗篇的主要体裁。